# Åryds landskommun
Åryds landskommun var en kommun i Blekinge län.

## Administrativ historik
Denna kommun bildades i Åryds socken i Bräkne härad 1863 i anslutning till kommunreformen 1862. Landskommunen inkorporerades 1952 i Hällaryds landskommun som uppgick 1967 i Karlshamns stad som 1971 ombildades till Karlshamns kommun.
Området tillhör sedan 1971 Karlshamns kommun.

## Politik

### Mandatfördelning i Åryds landskommun 1942-1946
| 11 | 3 | 6 |

| 19 |

| 2 | 10 | 6 | 2 |

| 18 |